# Tondon
Tondon est une ville à l'ouest de la Guinée. Cette sous-préfecture dépend de la préfecture de Dubréka, dans la Région de Kindia. Elle se trouve à environ 148 kilomètres de Conakry.

## Population
Tondon comptait 16 030 habitants en 2008, puis 52 114 en 2016.

## Histoire
Tondon a été le siège de l'administration du canton de Labaya. 
Dans les années 1950, avant l'indépendance, un chef de canton local, Alamamy David Sylla, tente de s'opposer au Rassemblement démocratique africain (RDA), bien implanté dans la ville, provoquant divers événements. En juin 1954, il est remonté qu'Alamamy David Sylla aurait truqué les dépouillements des élections au détriment du RDA. L'atmosphère dans la ville se tend à nouveau en janvier 1955, lorsqu'un vétéran de la Seconde Guerre mondiale, Thierno Camara, est arrêté avec huit autres militants du RDA. Alamamy David Sylla, qui a réussi à obtenir ces arrestations, affirme qu'ils auraient abusé de leurs fonctions officielles et auraient gaspillé les impôts locaux, affectant le revenu des chefs de canton.
Le 8 février 1955, Sylla visite un village à six kilomètres de là, Bambaya, pour collecter les impôts. Les villageois mettent en place une manifestation et affirment avoir déjà payé les taxes demandées. Alamamy David Sylla et ses hommes exigent qu'un paiement soit effectué. Une brigade de femmes réussit à s'emparer de Sylla, à lui confisquer son arme et son insigne, le forçant à revenir à Tondon. Le lendemain matin, un escadron de militaires de Conakry arrive sur les lieux, avec près de 40 auxiliaires. Les habitants, dont beaucoup de femmes du village, résistent à nouveau et jettent des pierres. Au cours de l'émeute, la police lance des grenades lacrymogènes pour tenter de disperser la foule. Sylla aurait également utilisé son sabre, s'en prenant aux émeutiers. Autour de 37 habitants auraient été blessés. Comme l'émeute se poursuit dans les rues de Tondon, Sylla envahit le domicile de Thierno Camara, trouve sur place sa femme de 26 ans, enceinte, M'Balia Camara et la blesse au ventre avec son sabre. M'Balia Camara et les blessés M'Balia sont emmenés à l'hôpital et malgré les soins apportés, le bébé décède mort-né deux jours plus tard, le 11 février 1955. La mère, M'Balia Camara, meurt à son tour le 18 février. Thierno Camara, toujours en prison, est empêché d'assister aux funérailles. Le leader indépendantiste Ahmed Sékou Touré (futur président de la Guinée) se rend sur place pour les funérailles et prononce l'oraison funèbre.

## Infrastructure
En 2015, la construction du barrage de Kaléta et d'un pont sur le fleuve Badi désenclave la ville.